# Acacia ptychophylla
Acacia ptychophylla é uma espécie de leguminosa do gênero Acacia, pertencente à família Fabaceae.